# Demydiwka (hromada Omelnyk)
Demydiwka (ukr. Демидівка) – wieś na Ukrainie, w obwodzie połtawskim, w rejonie krzemieńczuckim, w hromadzie Omelnyk. W 2001 liczyła 395 mieszkańców, spośród których 384 wskazało jako ojczysty język ukraiński, 9 rosyjski, 1 mołdawski, a 1 inny.

## Urodzeni
- Michaił Słoń